# Flores (Guatemala)
Flores è un comune del Guatemala, capoluogo del Dipartimento di Petén.
Negli ultimissimi anni Flores ha raggiunto una certa fama turistica come base di partenza per le escursioni al sito archeologico di Tikal.
Il centro storico della città si trova su una isola del lago Petén Itzá ed è collegata da un ponte alla terraferma, su cui si trovano le cittadine di Santa Elena e di San Benito.

## Storia
La popolazione degli Itza abbandonò la regione dello Yucatán nel tredicesimo secolo e costruì la città 
che venne chiamata Noh Petén, cioè letteralmente "città isola". Era conosciuta anche con il nome di Tah Itzá (Luogo degli Itzá), da cui deriva il nome Tayasal tramandatoci dagli spagnoli.
Questa città e i territori circostanti, sull'isola di Flores e sulle coste del lago Petén Itzá, costituirono l'ultimo territorio Maya indipendente durante le conquiste spagnole.
Nel 1541 Hernán Cortés giunse sull'isola nella sua esplorazione verso l'Honduras, ma il suo incontro con il re Canak fu pacifico e non ne tentò la conquista.
Gli spagnoli conquistarono l'isola nel 1697. Come in molte altre località, gli spagnoli demolirono le costruzioni precedenti, considerati 'pagani', e ricostruirono la città secondo schemi europei.
Molti Itzá si rifugiarono nelle foreste circostanti e probabilmente fondarono una nuova città. Ne derivò il mito di una città Maya 'perduta' nella foresta. Alcuni studiosi ritengono che questa città sia El Mirador, situata vicino all'attuale confine con il Messico.

## Comunicazioni
A 3 km dalla città si trova l'Aeroporto Internazionale Mundo Maya. Anche se vi sono alcuni collegamenti internazionali con il Messico e con il Belize, la maggior parte dei voli lo collegano con l'Aeroporto Internazionale La Aurora di Città del Guatemala.